# Chiesa della Madonna di Loreto (Torino di Sangro)
La chiesa della Madonna di Loreto è una chiesa di Torino di Sangro, in provincia di Chieti, posta lungo il Corso Lauretano. Fondata all'inizio del Trecento nel periodo di fervore religioso suscitato dall'arrivo della Santa Casa di Nazareth a Loreto, è stata notevolmente ricostruita nel Seicento, assumendo l'aspetto attuale. Contiene diverse opere d'arte di autori locali, la maggior parte finanziate da cittadini di Torino di Sangro emigrati in America.

## Storia
Il nucleo originale della chiesa viene costruito nei primi anni del Trecento, sull'onda del fervore religioso scaturito in Italia con l'arrivo della Santa Casa di Nazareth a Loreto, nelle Marche. Il primitivo edificio è di modeste proporzioni, posto fuori dalle mura della cittadina, fra le boscaglie che occupavano la zona dove corre oggi il Corso Lauretano.
Nella seconda metà del Seicento subisce una ricostruzione quasi radicale: l'edificio viene ampliato e viene completamente rinnovata la decorazione interna. Intorno al 1845 viene costruito il campanile. Nel 1902 l'arciprete Priori fa rifare il pavimento e aggiunge alcuni particolari decorativi, ad esempio la balaustra marmorea antecedente l'altare maggiore e il trono in metallo dorato dove è posta la statua della Madonna. I lavori vengono realizzati mediante il concorso finanziario degli emigrati in America e di Monsignor Adami.
Nel 1999 viene inaugurato il nuovo portale della chiesa, donato dagli eredi di un cittadino di Torino di Sangro.

## Struttura e opere
Esternamente la chiesa presenta una facciata di modesta elaborazione, caratterizzata da un tradizionale gusto barocco. Un primo ordine inferiore contiene il portale d'ingresso al centro ed è decorato da lesene di ordine ionico, poste a ideale sostegno di una trabeazione che divide in due il prospetto. L'ordine superiore, più stretto, chiude solamente la navata centrale, più alta, e si raccorda al più largo ordine inferiore mediante volute laterali. Al centro è posto un finestrone rettangolare, mentre un timpano triangolare corona il prospetto.
Il pavimento del 1902 è in piastrelle Cocco Croce di Lanciano. Nella navata sinistra vi è una statua lignea di San Rocco di Luigi Tenaglia di Orsogna, restaurata da Falcucci di Atessa.
L'interno della chiesa si sviluppa su una pianta a tre navate, separate da pilastri decorati da un motivo unitario di lesene di ordine ionico, intervallate da arcate a tutto sesto. La copertura è costituita da una serie di volte a vela. Vi sono trovano pitture della Natività, della Crocifissione, e dello Spirito Santo, di Giuliano Crognale di Castel Frentano. Vi si conservano alcune discrete opere d'arte pittorica e il fastoso complesso dell'altare maggiore, opera settecentesca in marmi policromi. Le pitture sono quasi tutte di Francesco Maria De Benedictis di Guardiagrele, spiccano un quadro della Madonna col Bambino e una della "Fuga in Egitto".
Le nicchie laterali hanno statue di Sant'Alfonso, San Emidio, Madonna Addolorata, Santa Lucia, un quadro devozionale del Sacro Cuore di Maria.
L'altare maggiore conserva nel tabernacolo, la nicchia con la statua settecentesca della Madonna vestita, che regge im una mano il Bambino. L'opera fu trafugato nel 2005 e sostituita da una copia di ambito napoletano. Lateralmente vi è una grande nicchia in stucco con la statua della Madonna del Rosario.
Al capoaltare sinistro vi è a cancellata di ferro del 1863 della Congrega dell'Addolorata, con la cappella che accoglie un alzate con tre nicchie ospitanti le statue della Madonna Addolorata con le spade (XVII secolo), San Francesco e la Vergine Addolorata col manto nero. Le pitture a secco della Crocifissione e di Sant'Alfonso sono di Ferdinando Palmerio di Guardiagrele.